# Großsteingrab Jægersborg Dyrehave 4
Das Großsteingrab Jægersborg Dyrehave 4 ist eine megalithische Grabanlage der jungsteinzeitlichen Nordgruppe der Trichterbecherkultur im Kirchspiel Taarbæk in der dänischen Kommune Lyngby-Taarbæk.

## Lage
Das Grab liegt nordöstlich von Jægersborg im Mittelteil des Parks Jægersborg Dyrehave. In der näheren Umgebung gibt bzw. gab es zahlreiche weitere megalithische Grabanlagen.

## Forschungsgeschichte
Im Jahr 1983 führten Mitarbeiter des Dänischen Nationalmuseums eine Dokumentation der Fundstelle durch.

## Beschreibung
Die Anlage besitzt eine rechteckige Hügelschüttung mit einer Länge von etwa 15 m, einer Breite von 6 m und einer Höhe von 1,8 m. Zur Orientierung liegen keine Angaben vor. Von der Umfassung sind noch einzelne Steine erhalten. Eine Grabkammer ist nicht auszumachen.